# Cena Kena Domona

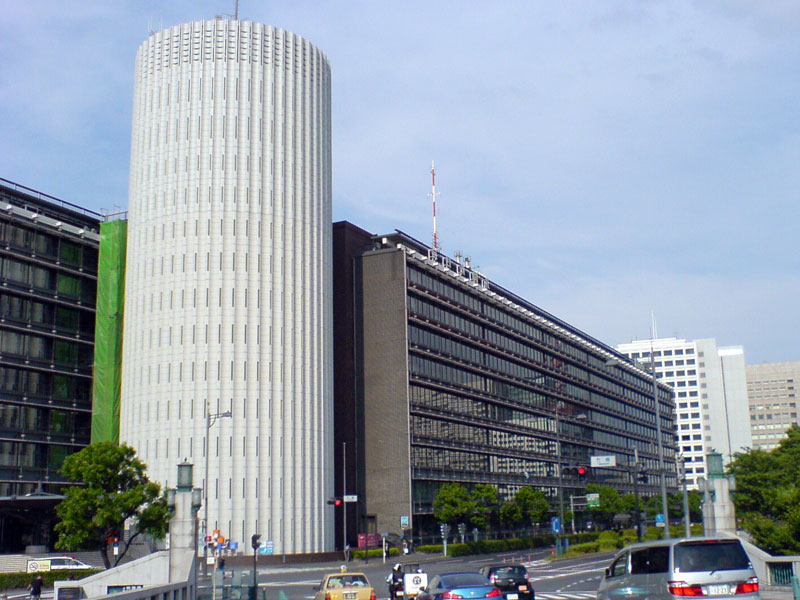
Budova vydavatele ocenění Mainiči Šimbun, Tokio

Cena Kena Domona (japonsky 土門拳賞 Domon Ken-šó) je fotografické ocenění udělované každý rok v Japonsku.

## Historie
Tato cena byla vytvořena v roce 1981 mediální skupinou The Mainichi Newspapers Co., Ltd. (株式会社毎日新聞社 [Kabušikigaiša Mainiči šimbunša]) na oslavu 110. výročí narozenin deníku Mainiči šimbun (Daily News), vlajkové lodi společnosti, a na památku fotografa Kena Domona. Cena je udělována každoročně od roku 1982.
Cenu získá renomovaný fotograf jako odměnu za publikaci v oblasti dokumentární fotografie.
Hlavním konkurentem tohoto ocenění velmi viditelný v médiích je Cena za fotografii Ihei Kimury, která je každoročně udělována jednomu nebo více mladým fotografům.

## Seznam vítězů
- 1982: Tadao Mitome (三留 理男)
- 1983: Masatoši Naitó (内藤 正敏)
- 1984: Kazujoši Nomači
- 1985: Cuneo Enari
- 1986: Taku Aramasa (新正 卓)
- 1987: Hiroši Suga

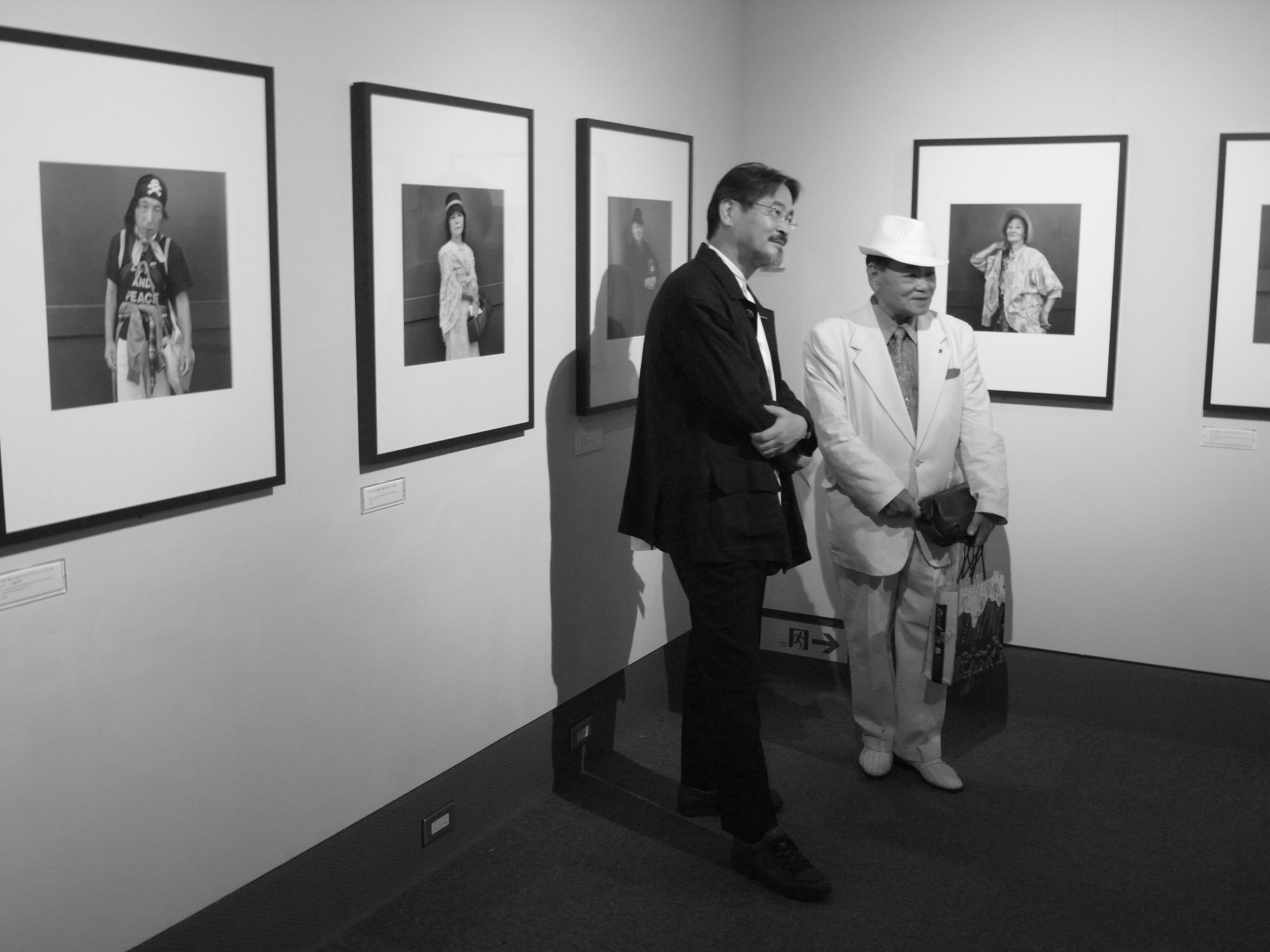
Hiroh Kikai získal cenu v roce 2004

- 1988: Takeši Nišikawa (西川 孟 [Nišikawa Mó/Takeši])
- 1989: Ičiró Cuda (津田 一郎)
- 1990: Manabu Mijazaki
- 1991: Bišin Džúmondži (十文字 美信)
- 1992: Kóiči Imaeda (今枝 弘一)
- 1993: Hiromi Nagakura
- 1994: Jošikazu Minami
- 1995: Kijoši Suzuki (鈴木 清)
- 1996: Kacumi Sunamori za fotoknihu Drifting Island Tomarumizu
- 1997: Issei Suda
- 1998: Seiiči Motohaši (本橋 成一 * 3. dubna 1940)
- 1999: Takeši Mizukoši (水越 武)
- 2000: Osamu Kanemura za BLACK PARACHUTE EARS, 1991-1999
- 2001: Jošino Óiši (大石 芳野)
- 2002: Tošija Momose za fotoknihu Tokio = Šanghai
- 2003: Rjúiči Hirokawa (広河 隆一)
- 2004: Hiroh Kikai za PERSONA
- 2005: Eiičiró Sakata  (坂田 栄一郎) za PIERCING THE SKY
- 2006: Hideaki Učijama za JAPAN UNDERGROUND III
- 2007: Ikuo Nakamura
- 2008: Hiromi Cučida
- 2009: Micuhiko Imamori (今森 光彦)[1]
- 2010: Rjúičiró Suzuki (鈴木 龍一郎)[2] za RyUlysses
- 2011: Naoki Išikawa za Corona
- 2012: Jutaka Takanaši (高梨 豊 * 6. února 1935) za Corona
- 2013: Rjó Kamejama za AFRIKA WAR JOURNAL
- 2014: Šisei Kuwabara
- 2015: Nobuo Šimose (下瀬 信雄 * 1944)
- 2016: Mičio Jamauči za DHAKA2
- 2017: Jang Sung-u  (梁 丞佑 / 양 승우, Yang Seung-Woo) za Šindžuku maigo (Ztracené dítě v Šindžuku)
- 2018: Tokuko Ušioda (潮田 登久子 * 1940)[3]
- 2019: Satoši Takahaši[4] (高橋 智史 * 1981)
- 2020: Takumi Fudžimoto (藤本 巧 * 1949)[5]
- 2021: Hidehiro Ótake za Northwoods – Země darující život
- 2022: Keizó Kitadžima za UNTITLED RECORDS
- 2023: Osamu Stern